# Pannonhalmai kistérség

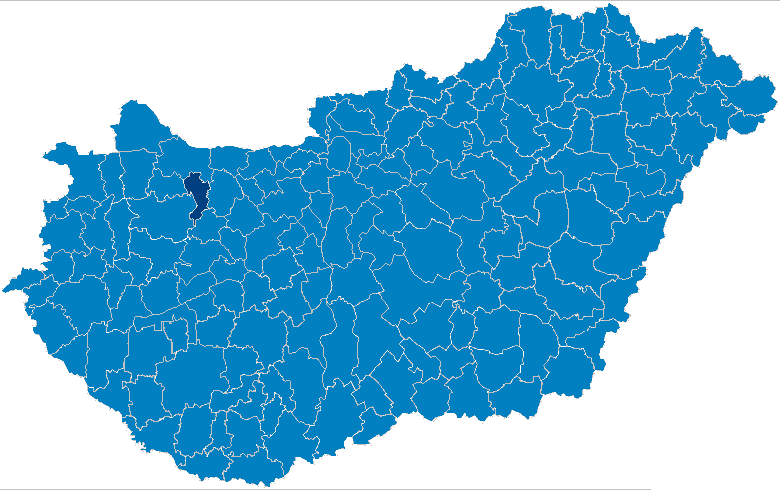
A Pannonhalmai kistérség

A Pannonhalmai kistérség egy kistérség volt Győr-Moson-Sopron megyében, központja Pannonhalma volt.

## Települései
| Bakonygyirót   | Bakonypéterd | Bakonyszentlászló | Écs     | Fenyőfő     |
| Győrasszonyfa  | Győrság      | Lázi              | Nyalka  | Pannonhalma |
| Pázmándfalu    | Ravazd       | Románd            | Sikátor | Táp         |
| Tápszentmiklós | Tarjánpuszta | Veszprémvarsány   |         |             |

## Története
A Pannonhalmai kistérség 2003-ban alakult a Tét-pannonhalmi kistérség kettéválasztásával. 18 településéből 8 Veszprém megyétől, a Zirci kistérségtől került át Győr-Moson-Sopron megyéhez 1999-ben és 2002-ben. 2014-ben az összes többi kistérséggel együtt megszűnt.

## Nevezetességei
- Pannonhalmi Bencés Főapátság